# Robert Collett
Robert Collett, född 2 december 1842, död 27 januari 1913, var en norsk zoolog. 
Robert Collett var son till Peter Jonas Collett och Camilla Wergeland samt bror till Alf Collett.
Collett blev 1864 konservator och 1882 tillsammans med Georg Ossian Sars föreståndare för zoologiska museet i Oslo, och 1884 professor i zoologi där. Han har utgett en mängd värdefulla bidrag till kännedomen om Norges ryggradsdjurs biologi och utbredning, som till största delen baseras på material han själv samlat in under talrika resor i Finnmarken och efter Norges kust.

## Fotografier av Robert Collett
På sina många resor i Norge tog Robert Collett en mängd bilder. I sin bok Norges fugler har han till del använt sina egna bilder. Han var inte bara intresserad av att ta bilder av blommor och djur. Han tog ofta bilder av människor och många bilder har prägel av studier i människors levnadssätt. Han testamenterade en fotosamling på 755 exemplar till Norske Kvinners Sanitetsforening. Det finns också en samling på 550 positiv, som donerats av familjen Collett till Nasjonalbiblioteket.

## Bildgalleri

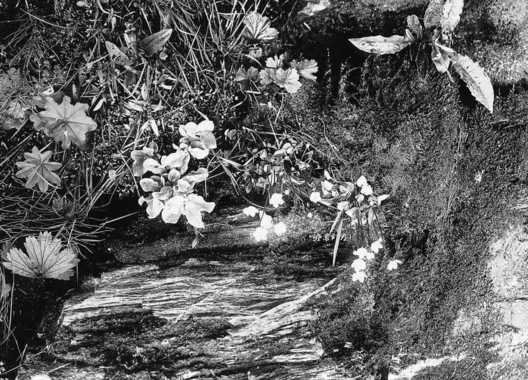
Naturstudie
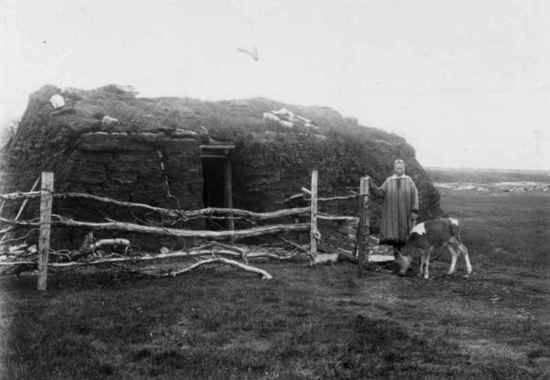
Samekvinna utanför kreaturskåta i Kistrand
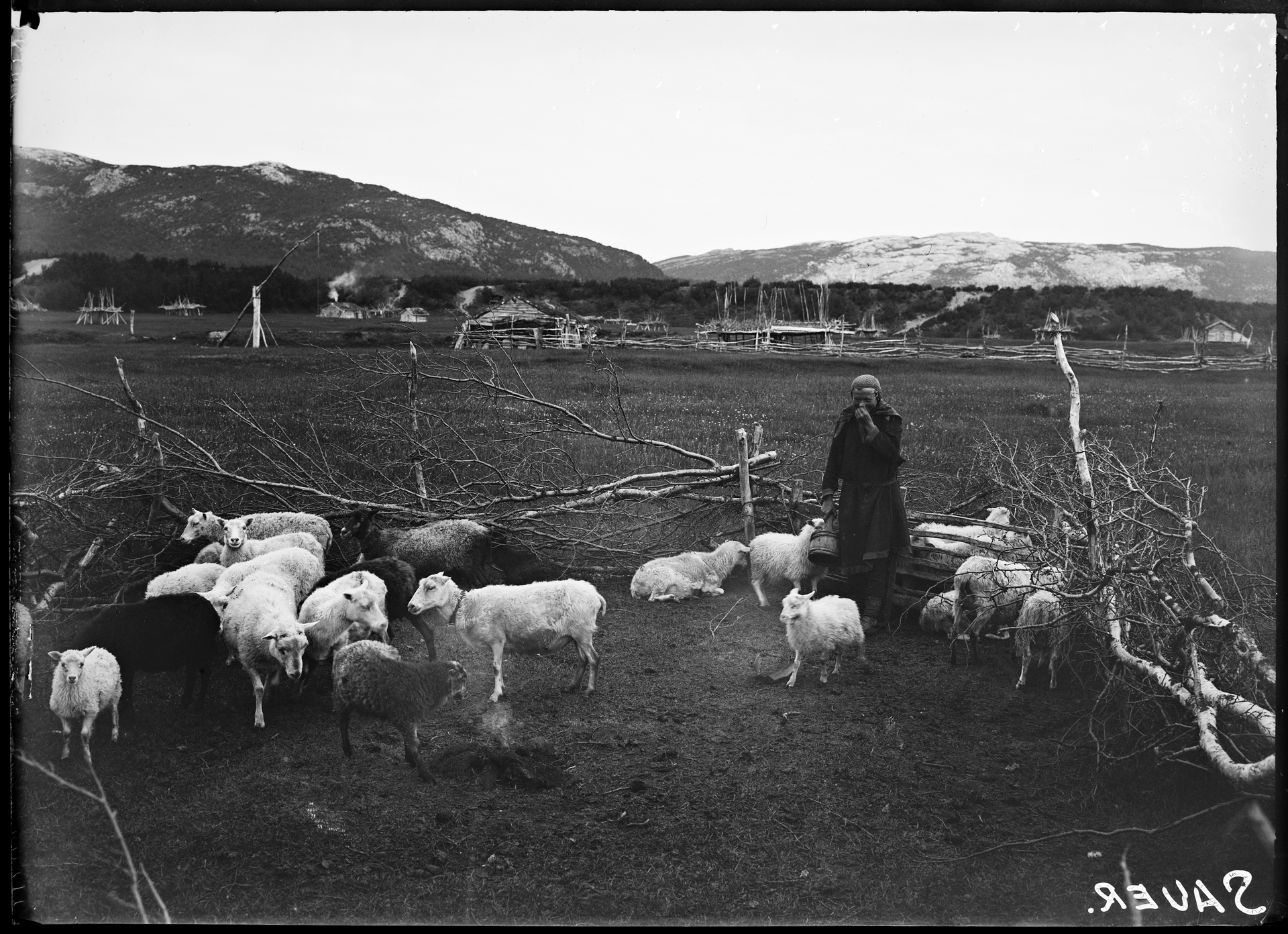
Getter, Børselv, Porsanger i Finnmark
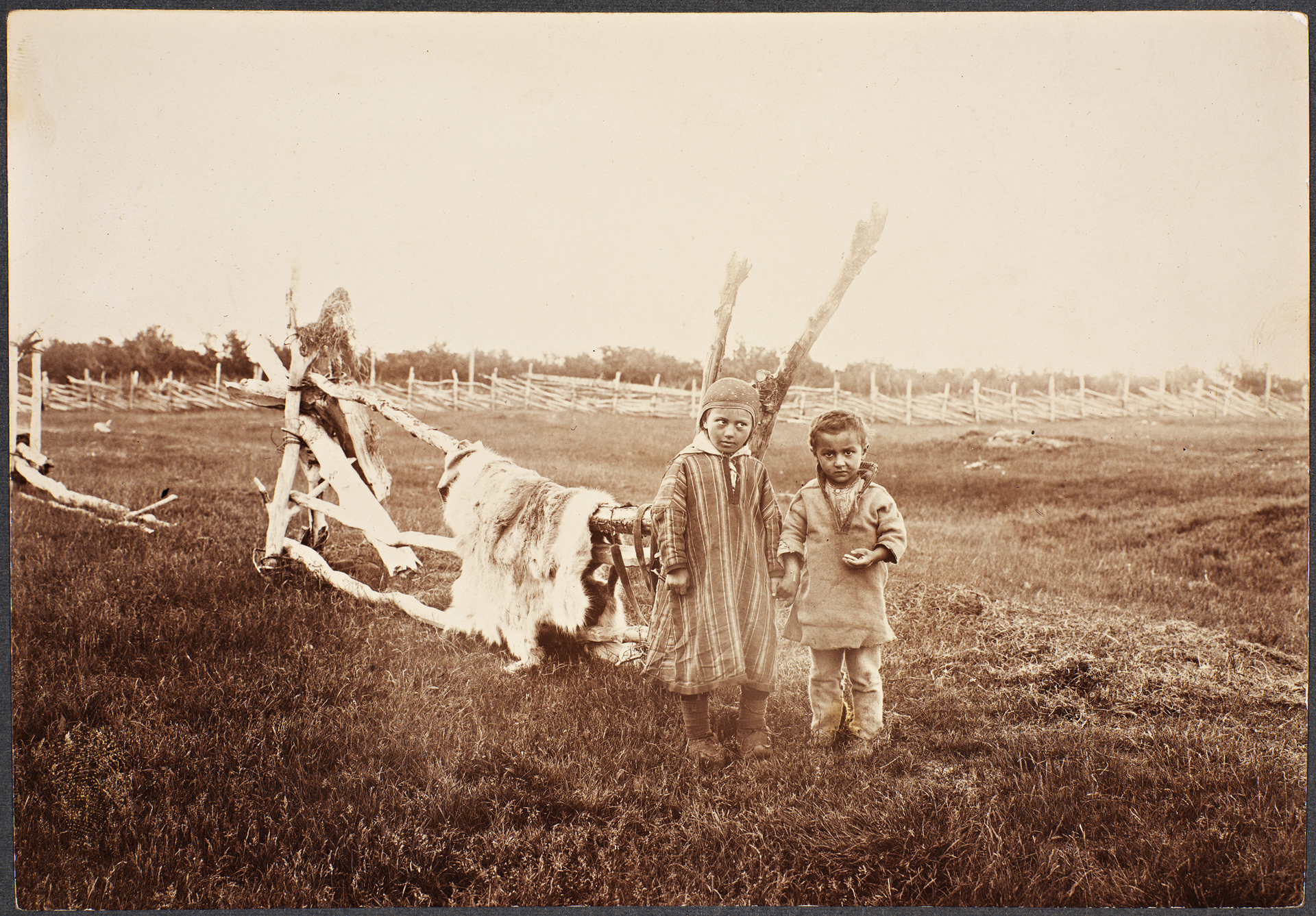
Stabursnæs, Porsangerfjord
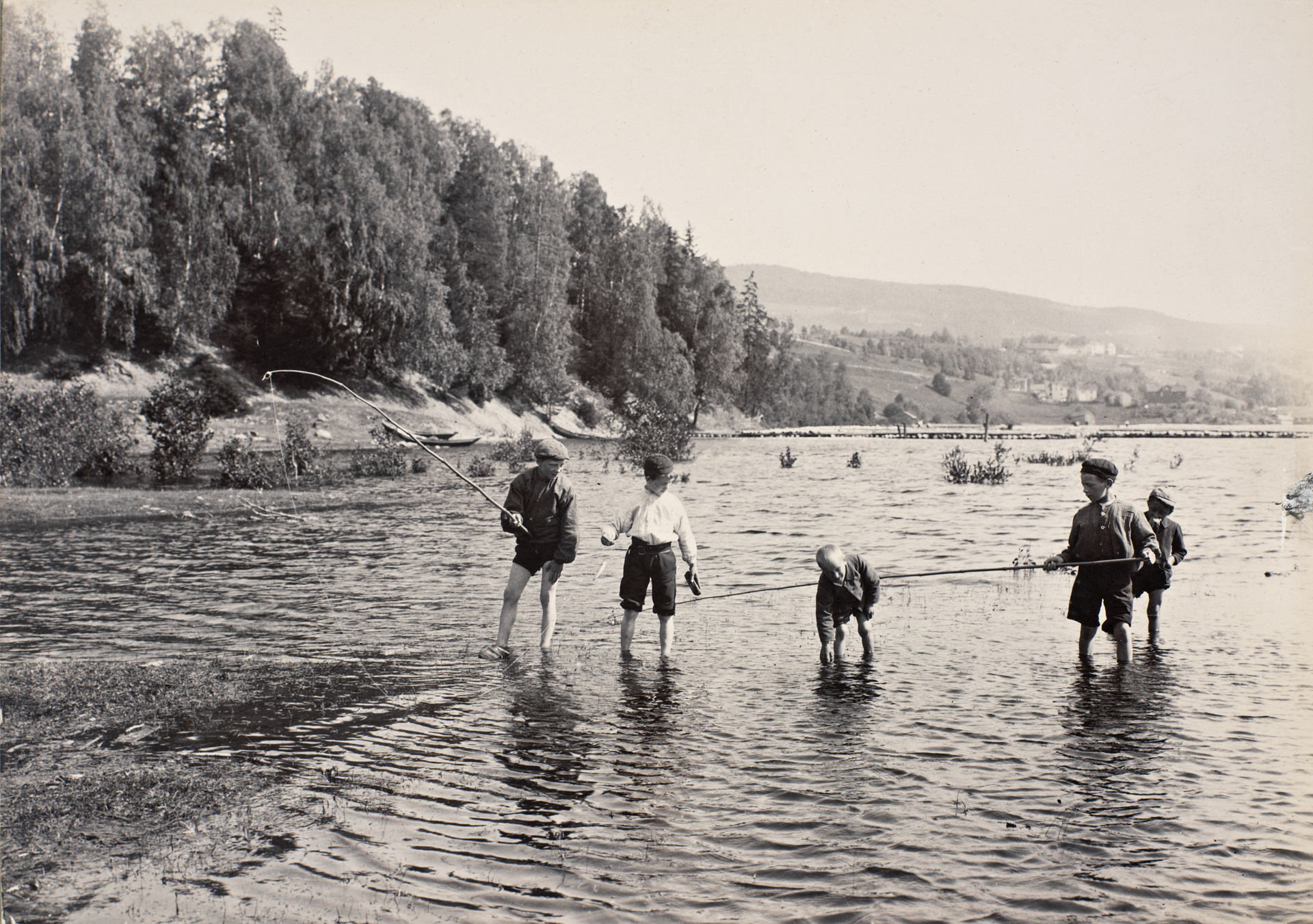
Mesnas utlopp vid Lillehammer
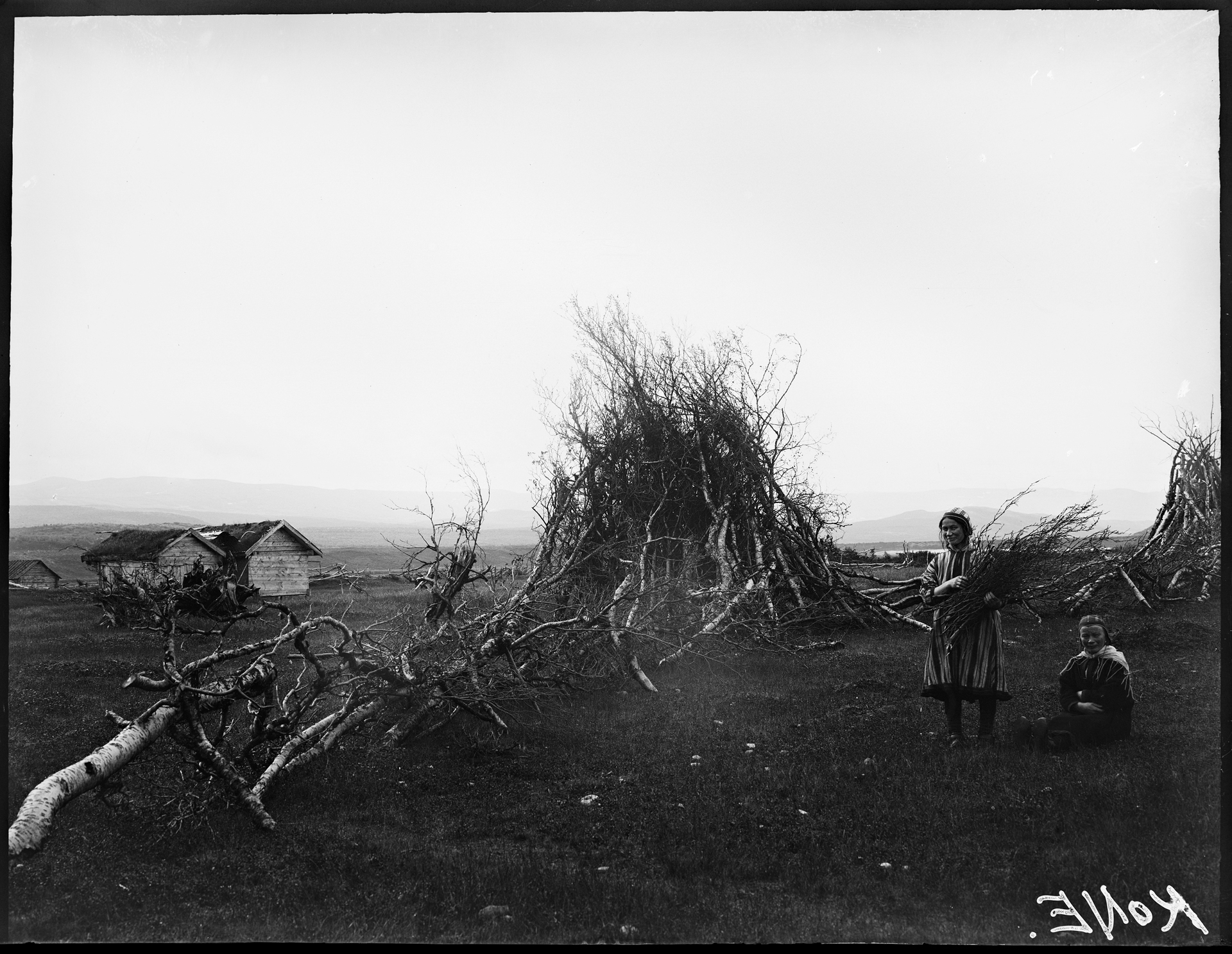
Kone
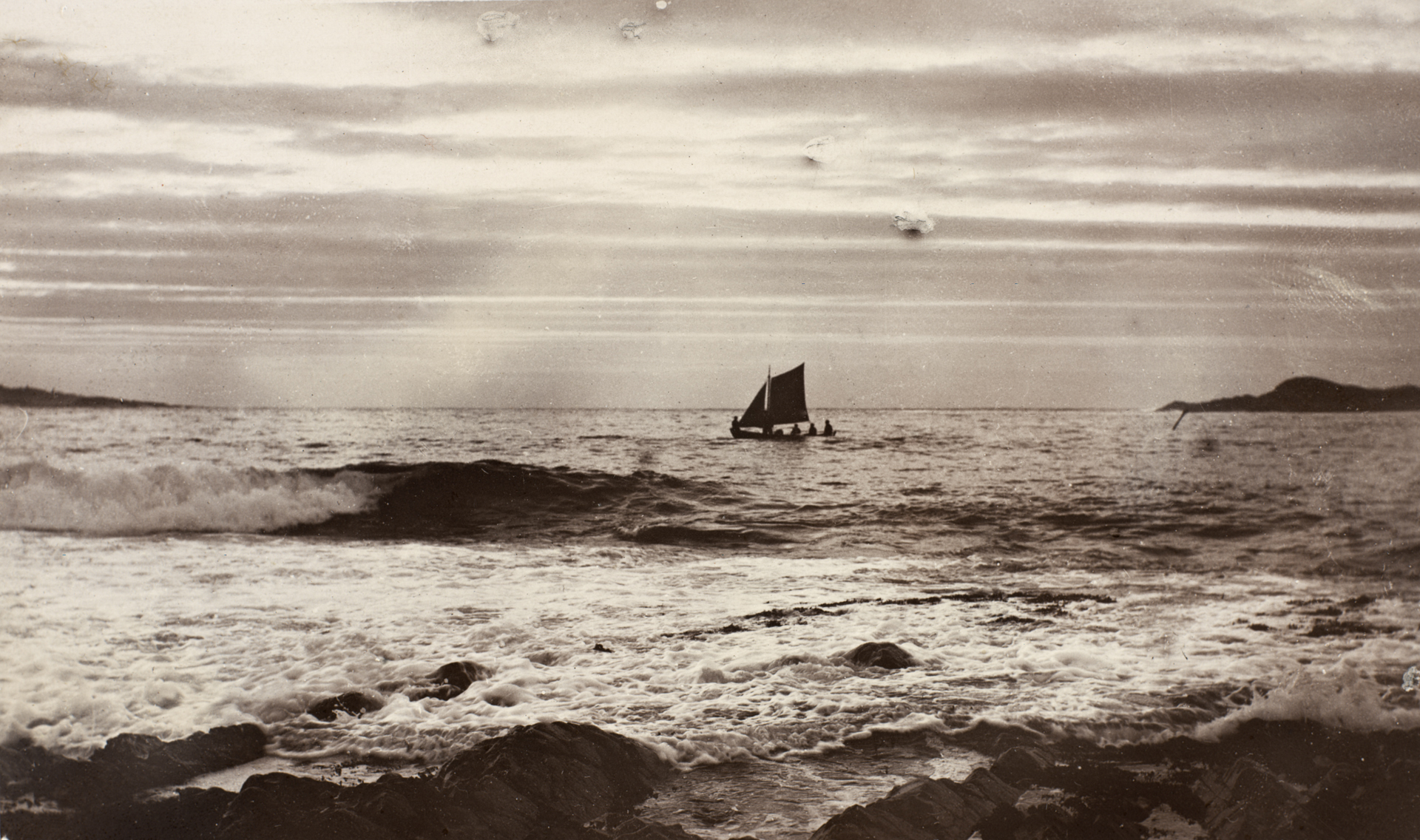
Sommarnatt vid Vardø
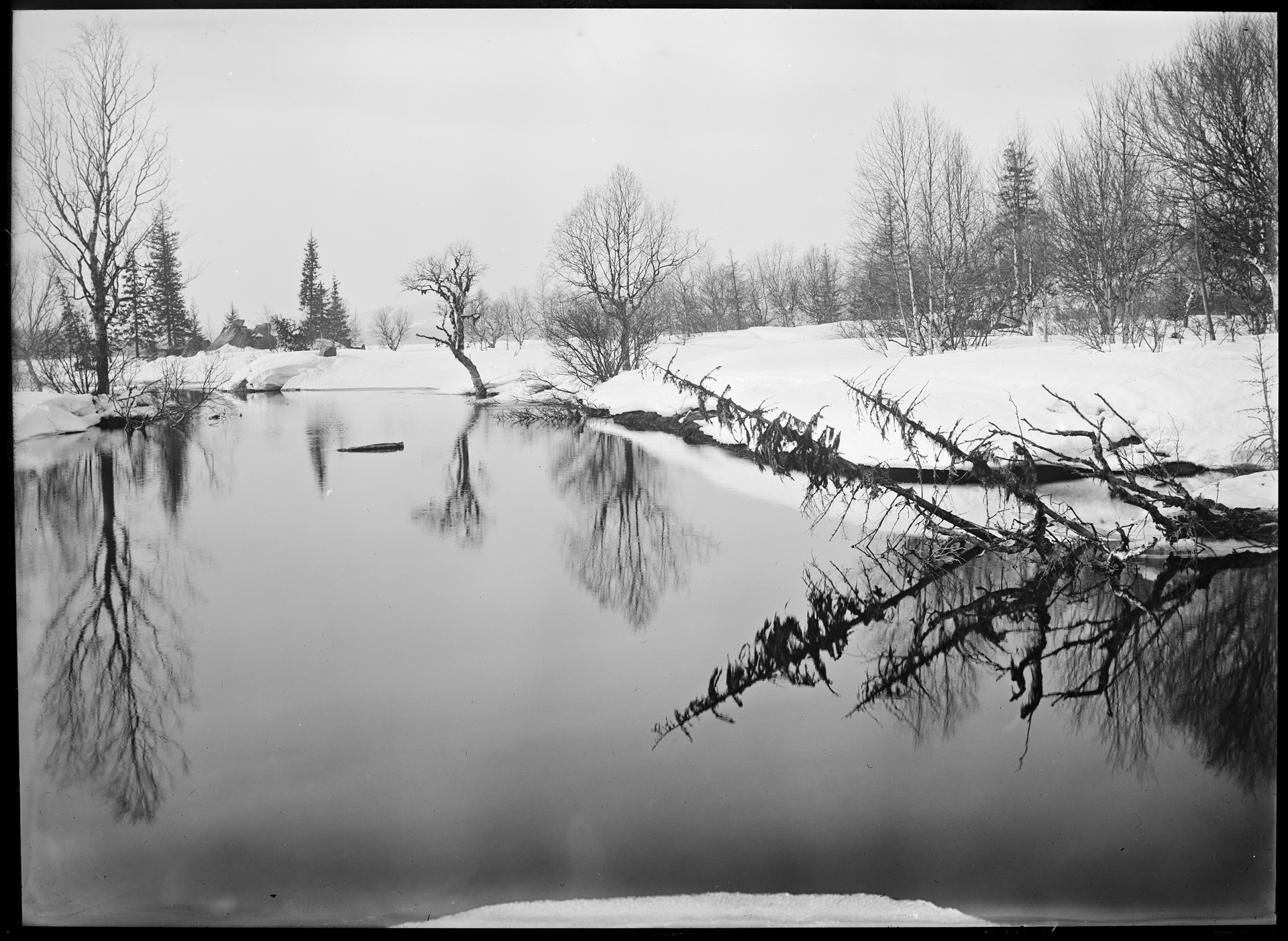
Mesna